# Shin-Yokohama Prince Hotel
Le Shin-Yokohama Prince Hotel est un gratte-ciel construit en 1992 à Yokohama au Japon. Il mesure 150 mètres et abrite un hôtel.

## Événements
Le centre de patinage de l'hôtel accueille plusieurs éditions des championnats du Japon de patinage artistique (1996, 1999 et 2005)